# Peter Felix von Sivers
Peter Felix von Sivers (* 12. März 1807 auf Gut Euseküll, heute Halliste, Estland; † 10. März 1853 in Wiborg, Großfürstentum Finnland) war ein livländischer Porträtmaler der Düsseldorfer Schule.

## Leben

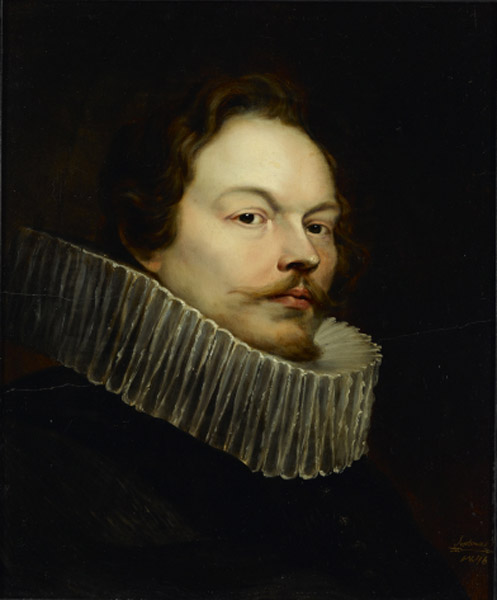
Bildnis, 1844, Sammlung des Estnischen Kunstmuseums, Tallin

Von Sivers, Spross des deutsch-baltischen Adelsgeschlechtes von Sivers sowie zweitjüngstes von sechs Kindern aus der Ehe des livländischen Gutsbesitzers und Landrichters Friedrich August von Sivers mit dessen zweiter Frau Julie Wilhelmine Sophie Freiin Clodt von Jürgensburg (1770–1823), beschritt zunächst eine militärische Laufbahn und wurde kaiserlich russischer Offizier im 13. Husaren-Regiments „Narva“, aus dem er im Range eines Leutnants verabschiedet wurde. Er heiratete Ottilie Agneta (1811–1864), die Tochter des livländischen Generalsuperintendenten Gustav Reinhold von Klot-Heydenfeld (1780–1855) und dessen Ehefrau Anna Friederike, geborene von Vegesack (1781–1863). Das Paar hatte zwei Kinder: Ernst Robert (1839–1917) und Hedvig Emma (* 1843). Nach einer vorübergehenden Tätigkeit als Landwirt des livländischen Gutes Duckershof, ging er 1845 nach Düsseldorf und schrieb sich als Student an der Königlich Preußischen Kunstakademie ein. Ferner besuchte er die Akademien von Dresden und Antwerpen. 1849 ließ er sich als Porträtmaler in Dorpat nieder. Das Estländische Kunstmuseum verwahrt eine Reihe von Porträts des Malers.